# Silvius philipi
Silvius philipi är en tvåvingeart som beskrevs av Pechuman 1938. Silvius philipi ingår i släktet Silvius och familjen bromsar. Inga underarter finns listade i Catalogue of Life.